# Piotrowszczyzna (majątek w sielsowiecie Urzecze)
Piotrowszczyzna – dawny majątek. Tereny, na których leżał, znajdują się obecnie na Białorusi, w obwodzie witebskim, w rejonie głębockim, w sielsowiecie Urzecze.

## Historia
W 1870 roku folwark leżał w wołoście Zalesie, w powiecie dziśnieńskim guberni wileńskiej.
Folwark Piotrowszczyzna został opisany w Słowniku geograficznym Królestwa Polskiego. Z opisu wynika, że w 1887 roku folwark liczył 226 dziesięcin ziemi dworskiej. Folwark należał do Korsaków.
W latach 1921–1945 folwark a następnie majątek leżał w Polsce, w województwie wileńskim, w powiecie dziśnieńskim, w gminie Zalesie.
Według Powszechnego Spisu Ludności z 1921 roku zamieszkiwało tu 54 osoby, 43 było wyznania rzymskokatolickiego a 11 prawosławnego. Jednocześnie wszyscy mieszkańcy zadeklarowali polską przynależność narodową. Było tu 8 budynków mieszkalnych. W 1931 w 9 domach zamieszkiwało 96 osób.
Wierni należeli do parafii rzymskokatolickiej w Udziale i parafii prawosławnej w Zalesiu. Miejscowość podlegała pod Sąd Grodzki w Łużkach i Okręgowy w Wilnie; właściwy urząd pocztowy mieścił się w Zalesiu.